# تپه موشان
تپه موشان مربوط به سده ۵ - ۹ ق است و در شهرستان زبرخان، ۵۰۰ متری جنوب روستای موشان واقع شده و این اثر در تاریخ ۲۴ آبان ۱۳۸۵ با شمارهٔ ثبت ۱۶۳۲۷ به‌عنوان یکی از آثار ملی ایران به ثبت رسیده‌است.